# Jaroslav Šidak
Jaroslav Šidak (Beč, 4. siječnja 1903. – Zagreb, 25. ožujka 1986.), bio je hrvatski povjesničar.

## Životopis
Jaroslav Šidak rođen je u Beču 1903. godine. Pohađao je Klasičnu gimnaziju u Zagrebu koju je završio 1922. godine. Doktorirao je na Filozofskom fakultetu u Zagrebu 1935. godine disertacijom »Problem bosanske crkve u našoj historiografiji«. Bio je gimnazijski profesor u Senju (1934. – 1940.) i Zagrebu gdje je predavao u Klasičnoj gimnaziji od 1940. do 1942. te od 1944. do 1948. godine. Godine 1941. zapošljava se u Hrvatskom izdavalačkom bibliografskom zavodu i postaje članom uredništva Ujevićeve Hrvatske enciklopedije. God. 1943. postaje docentom, a 1945. profesorom na Filozofskom fakultetu u Zagrebu, gdje je predavao hrvatsku i svjetsku povijest novog vijeka te suradnik Hrvatske enciklopedije. Prema svjedočanstvu Ivana Goluba, odbio je »nizom članaka protiv bana Jelačića u Vjesniku pripravi[ti] rušenje banova spomenika.«
Umro je u Zagrebu, 25. ožujka 1986. godine u 83. godini života. Pokopan je na zagrebačkom groblju Miroševac (polje 208, broj 59). Njegovo ime nosi jedna ulica u zagrebačkoj Knežiji.

## Znanstveni rad
U svojem znanstvenom radu obradio brojne teme iz hrvatske povijesti, posebice devetnaestoga stoljeća. Pedagoškim i znanstvenim djelovanjem odgojio je više naraštaja hrvatskih povjesničara i utjecao na razvoj poslijeratne hrvatske historiografije - riječima Ivana Goluba: »Prof dr. Jaroslav Šidak je radio sa žarom i prosudbom do posljednjeg daha. Poticao je i promicao mlade znanstvenike. Njegovao je ljepotu sloga i tražio strogost zaključivanja.« Šidak je osnivač i prvi urednik Historijskog zbornika, od 1948. do 1984. godine, te pisac brojnih članaka u enciklopedijama Leksikografskog zavoda. U mladosti (1923. – 1930.) je uređivao i mjesečnik Jugoslavenski muzičar (kasnije Muzičar). Uredio je i »Spomenicu u povodu proslave 300-godišnjice Sveučilišta u Zagrebu« (Zagreb, 1969. – 1970.). Bio je urednik struke Hrvatske povijesti u Enciklopediji Jugoslavije. 
Za svog je nasljednika na katedri vidio perspektivnog mladca, najboljeg učenika generacije na Filozofskom fakultetu u Zagrebu, Ivu Mašinu, kojeg su poslije jugokomunističke vlasti mučki ubile u kaznionici u Staroj Gradišci.
Ostao je poznat po svojoj izjavi: »Povijest hrvatskog naroda ne može se pisati bez povijesti Sv. Jeronima u Rimu.« 

## Svjedočanstva
Ivan Golub, bliski prijatelj i suradnik Šidakov, donosi:
»U gostionici »Frankopan« mnogo sam puta objedovao skupa s prof. Šidakom. Pripovijedao mu što sam otkrio u rimskim ili ruskim i inim arhivima. On mi predlagao da to objavim u Historijskom zborniku. No nije ljubomorno sve kupio za svoj Zbornik. Rekao mi je npr. da građu priliči objaviti u Starinama Jugoslavenske akademije. a raspravu izrađenu na temelju građe da objavim u Historijskom zborniku. Dao sam mu tako rad o Križanićevirn glazbenim zanimanjima, o prirnjercirna Križanićeva djelca Asserta musicalia (Rim, 1656). Prof. Šidak nije ga stavio u Historijski zbornik, ali nije ni ostao na torne da kaže kako se prilog ne uklapa u njegovu publikaciju, već me uputio na akademika Josipa Andreisa, muzikologa, a njemu opet preporučio mene. Volio je povezivati ljude. S Jurom Kaštelanorn upoznao sam se u Sidakovu kabinetu na Sveučilištu u Zagrebu. Povezao me s prof. Miroslavom Kurelcern u Zavodu za povijesne znanosti Jugoslavenske akademije znanosti i umjetnosti u Zagrebu. Uputio na mladog američkog povjesničara Ivana Banca, a njega uputio na mene. O ljudima je dobro govorio, što ne znači da nije bio i kritičan. Znao sam da kao što o drugima govori dobro meni, da tako drugima govori dobro o meni.«

Nadodaje i:
»Ako sam igdje vidio utjelovljen stav: »Amicus Plato magis amica veritas«, onda je to bilo u prof. Šidaka. Nije bio niti od onih koji samo kude, a pohvala im i priznanje nikako da prijeđu preko usta, ali niti onaj koji sve hvali previđajući manjkavosti. (...) Šidak je stajao na stajalištu, protivnom nekim svojim kolegama: "Jednako je važno što se piše i kako se piše. Ne stoji da je glavno što se piše, a da je nebitno kako se piše.« Sam je lektorirao tekstove što su pod njegovim urednikovanjem izlazili u Historijskom zborniku. Nakon lekture vazda bi mi pokazao kako je tekst lektorirao i objasnio svoje zahvate. Kod drugih je opet tražio privolu da zahvati u tekst. Meni je stalno izmicala u vezi nečega«, a on bi mi postojano ispravljao »U vezi s čim«. Jednako je vrijedila istinitost i ljepota teksta. Prof. Šidak bio je nepotkupljiv. U svoj Zbornik unosio je priloge mladih i još nepoznatih ljudi ako su predstavljali doprinos, a otklanjao tekstove koje bi napisali i ugledni znanstvenici ako nisu odgovarali visokim mjerilima Zbornika. Za nj nisu postojale ideološke prepreke. U ono vrijeme bilo je smjelo davati u svom zborniku mjesta teolozima, kao npr. dr. Franji Šanjeku i meni. Jednom ga je javno jedan političar prozvao klerikalcem. A on, veli, uopće nije vjernik. (...) Jedne Šidakove tvrdnje i jednog njegova savjeta nerijetko se sjetim. Tvrdnja: »Kraj svih škola i naslova sačuvali ste zdravu seljačku pamet.« Savjet: »Ostanite uvijek skromni.« «

O Šidakovu djelovanju zaključuje:
»Spominjem ga se kad čitamo u Pismu zgodu o ribnjaku Siloe u koji je, kad bi anđeo taknuo površinu, trebalo spustiti, baciti bolesnika i on bi ozdravio. Jaroslav Sidak bacao je u Siloe znanosti one koji su se nalazili na rubu. I ja sam jedan od njih.«

## Djela
- "Crkva bosanska" i problem bogumilstva u Bosni, Zagreb, 1940.
- Kopitarovo bosansko evanđelje u sklopu pitanja "crkve bosanske", Zagreb, 1955.
- Povijest hrvatskog naroda 1860-1914, Zagreb, 1968. (suautori: Mirjana Gross, Igor Karaman, Dragovan Šepić)
- Eugen Kvaternik u historiografiji, Zagreb, 1972.
- Studije iz hrvatske povijesti XIX stoljeća, Zagreb, 1973.
- Studije o "Crkvi bosanskoj" i bogumilstvu, Zagreb, 1975.
- Studije iz hrvatske povijesti za revolucije 1848-49., Zagreb, 1979.
- Kroz pet stoljeća hrvatske povijesti, Zagreb, 1981.

## Nagrade
- 1976.: Državna nagrada za znanstvenoistraživački rad: nagrada za životno djelo.[9]